# Edmund von Steiger
Karl Friedrich Edmund von Steiger (* 8. September 1836 in Bern; † 26. Februar 1908 ebenda) war ein Schweizer Pfarrer und Kantonspolitiker.
Er studierte Theologie an den Universitäten Basel und Bern und war Mitglied der Schweizerischen Zofingervereins (Sektion Bern) und des Corps Friso-Luneburgia Göttingen. Zwischen 1862 und 1870 wirkte er als reformierter Pfarrer in der Gemeinde Saanen und in der Kirchgemeinde Gsteig bei Interlaken. Von 1878 bis zu seinem Tod gehörte er dem Regierungsrat des Kantons Bern an und war 1881/1882, 1894/1895 und 1902/1903 dessen Präsident. Darüber hinaus war er von 1888 bis 1890 und von 1891 bis 1908 Mitglied des Nationalrates, der grossen Kammer des Schweizer Parlaments.
Von 1905 bis zu seinem Tod amtierte er als Präsident des Schweizerischen Roten Kreuzes. Sein Nachfolger wurde der Zürcher Architekt und Politiker Hans Konrad Pestalozzi.